# Agaton Sax
Agaton Sax är en svensk litterär figur och huvudperson i en serie om elva böcker, skrivna för barn av Nils-Olof Franzén 1955–1978. Agaton Sax är privatdetektiv och redaktör för Byköpingsposten i Byköping. Han brukar lösa sina fall samtidigt som han driver tidningen. Böckerna utspelar sig i Byköping, i England och i Brosnien (efter Bosnien), ett fiktivt land på Balkan, samt i ett fall på Rhodos. Sax är kort och rund, bär fluga och plommonstop och har mustasch; i sin framtoning har han liknats vid en Hercule Poirot i småstadstappning.

## Rollgalleri
Överlägsen språkbehärskning är en viktig del av Agaton Sax' egenskaper. Han behärskar både brosniska, språket i det fiktiva landet Brosnien i vilket alla meningar och ord är mycket långa, och graeliska (efter gaeliska) som talas av ett tiotal personer i Skottland (inkluderande ett antal skurkar).
Andra återkommande rollfigurer utöver den intelligente och språkgeniale Agaton Sax är den tafatte överdetektivinspektör Joshua H Lispington vid Scotland Yard, Byköpings polis Antonsson, skurkarna Julius Mosca, Octopus P. Scott, Herr Gustafsson och Helvassa Gullan, samt Agatons faster Tilda, taxen Tickie och hans världsunika datamaskin, Tänkande August.

### Rollista
- Absalom Nick, en dubbelgångare till Julius Mosca i Byköpings gästabud.
- Agaton Sax, huvudperson i böckerna, detektiv från staden Byköping.
- Albert Mix, en ilsken världsbanksdirektör i De okontanta miljardärerna.
- Algotsson, innehar hotellet/vandrarhemmet Algotssons rum för resande.
- Anaxagoras Frank, brosnisk skurk och professor i sprängämnesteknik.
- Andreas Kark, Agaton Sax vän och kollega i Brosnien. Han har en magnetisk stålsko av järn.
- Antonsson, den enda polisen i Byköping. Samarbetar ofta med Agaton Sax och Lispington när de är i Byköping.
- August Blom, Agaton Sax vikarie.
- Big Brother, en ytterst farlig brottslig datamaskin i Svällande rotmos-affären. ’’Chefens’’ största skapelse.
- Charlie MacSnuff, en dubbelgångare till Octopus Scott i Byköpings gästabud.
- Chefen, en ytterst farlig och hemlig förbrytare. Hans underordnade får pytteliten lön och känner inte varandra.
- Faster Tilda, hjälper Agaton Sax med hushållet och med en del brott. I alla böcker förutom den första bor hon hos Agaton Sax i Byköping. Hon har en kärv relation till Lispington.
- Franska kråkan, skurk i Byköpings gästabud.
- Fräknige Bill, underordnad till professorerna Frank och Mosca i Vita möss-mysteriet.
- Gamle Svarten, skurk i Byköpings gästabud.
- Grab, medhjälpare till Mr Fogg i De okontanta miljardärerna.
- Helvassa Gullan, skurk i Byköpings gästabud.
- Herr Gustafsson, en ytterst liten och smart förbrytare, men är dock ytterst artig och hövlig av sig. Han är i Byköpings gästabud            underordnad Julius Mosca. Han har tagit sig ett svenskt oskyldigt efternamn, och är född i Chihuahua i Mexiko den 4 april 1925.
- Johansson, Byköpings-Postens sättare.
- Josuah H Lispington, Scotland Yards överdetektivinspektör och Agaton Sax ivrige kompanjon. Hjälper Agaton Sax i de flesta böcker. Ytterst farlig för sig och sin omgivning genom sin klantighet.
- Julius Mosca, professor i språk, samma som den tjocke i Agaton Sax klipper till.
- Kolossen på Rhodos, en kvinna som tagit hjälp av sin bror som ansikte utåt. Samarbetar med Herr Gustafsson för att finna den gamla bronsstatyn i Den bortkomne mr Lispington.
- Lambert Ruskington, samma person som springande sprängaren. Skurk i Byköpings gästabud.
- Mix, en liten och smal skurk som har fått en dräkt som går att blåsa upp av sin bror Super-Max.
- Morbror Nisse, skurk i Byköpings gästabud.
- Mox, en liten och smal skurk som har fått en dräkt som går att blåsa upp av sin bror Super-Max.
- Mr Fogg, Ämmffihobs sekreterare och kassör. Storskurk i De okontanta miljardärerna.
- Mr Knickerbocker, Ämmffihobs ordförande i De okontanta miljardärerna.
- Mr Stubbman, han äger spökvillan som Agaton Sax hyr för att fånga Chefen och hans kumpaner i Vita möss-mysteriet.
- Octopus Scott, en liten skurk som oftast konkurrerar med övriga skurkar.
- Osynlige Jacksson, en skurk som alltid gömmer sig i Byköpings gästabud.
- Per Emanuelsson, en gammal farbror, 101 år.
- Pettersson, innehar affären Petterssons tobak som delar ut vita mössor i Vita möss-mysteriet.
- Scram, medhjälpare till Mr Fogg i De okontanta miljardärerna.
- Snugg, medhjälpare till Mr Fogg i De okontanta miljardärerna.
- Super-Max, en trolleriprofessor som med sina kunskaper om trolleri kommer långt på brottets bana. Bror till Mix och Mox.
- Svarte Max, underordnad till professorerna Frank och Mosca i Vita möss-mysteriet.
- Tickie, Agaton Sax trogna och väluppfostrade tax. I filmen Agaton Sax och Byköpings gästabud gillar hon skurkar men inte poliser.

## Historik
Böckerna utkom först 1955–1970 vid Bonniers förlag i serien Önskedeckarna, under Bonniers Juniorböcker. Böckerna har därefter utkommit i ytterligare två upplagor på svenska: 1976–1980 (den sista boken från 1978 utgavs första gången i denna utgivningsomgång) och 1986–1990. Agaton Sax klipper till har dessutom givits ut av En bok för alla 1989. Illustrationerna gjordes från början av Åke Lewerth.

### Agaton Sax och Ture Sventon
Den första Ture Sventon-boken utkom 1948, sju år före den första Agaton Sax-boken. Det finns påtagliga likheter mellan de båda bokserierna, exempelvis brottskompanjoner där den ene är smal och den andre korpulent (Octopus Scott–Julius Mosca respektive Vesslan–Oxen) och brottsskådeplatser i London.

## Böcker och filmer

### Filmatiseringar
1. 1972: Agaton Sax och bröderna Max (tv-serie)
(köpvideo/VHS: Agaton Sax och bröderna Max, 59 min, Egmont Film 1982/1989/1991?[3], 11105-5.)
2. 1976: Agaton Sax och Byköpings gästabud (film)
(köpvideo/VHS: SF video 1998; köpvideo/DVD: 75 min, Folkets Bio 2004, CINED 8179.[3])
3. 1976: Agaton Sax (tv-serie)
(köpvideo/VHS: Agaton Sax klipper till igen!, 75 min, Egmont Film 1992?[3], 11198-3. OBS! Inspelningsåret felaktigt noterat som "1972".)

Den första boken att filmatiseras blev Agaton Sax och bröderna Max som 1972 blev en animerad TV-serie med samma namn. Serien bestod av fyra 20-minuters avsnitt, och var skapad av animationsstudion Team Film. För manusbearbetningen svarade Leif Krantz, regisserade gjorde Stig Lasseby, och som producent stod Harry Svalfors. I rollerna hördes bland andra Olof Thunberg (Agaton Sax), Stig Grybe (Inspektör Lispington), Isa Quensel (Faster Tilda), Tor Isedal (Super Max och hans bröder), och Stig Lasseby (Tänkande August).
Agaton Sax och Byköpings gästabud blev 1976 Sveriges första helt animerade långfilm, och produktionsteamet var i princip det samma som fyra år tidigare. Lasseby hade dock tagit över även som producent.
Samtidigt som långfilmen gick upp på biograferna visade SVT en animerad tv-serie med samma upphovsmän och skådespelare. Agaton Sax-serien består av tre halvtimmeslånga avsnitt baserade på böckerna Agaton Sax och den ljudlösa sprängämnesligan, Agaton Sax och det gamla pipskägget och Agaton Sax och den bortkomne mr Lispington (som i filmatisering fick namnet Agaton Sax och kolossen på Rhodos).

### Översättningar
Den sista boken, Agaton Sax och den mörklagda ljusmaskinen, skrevs på begäran av Nils-Olof Franzéns engelska förlag, som med framgång utgav böckerna i översättning där. Böckerna illustrerades då av Quentin Blake. En utökad version av Agaton Sax klipper till gavs ut under titeln Agaton Sax and the Big Rig.
Filmen Agaton Sax och Byköpings gästabud dubbades till engelska och sändes av BBC. Minst en Agaton Sax-bok har översatts till tyska, holländska, polska, tjeckiska, ryska, estniska, italienska, japanska, finska, danska och norska.